# Euryrhynchus
Euryrhynchus is een geslacht van kreeftachtigen uit de klasse van de Malacostraca (hogere kreeftachtigen).

## Soorten
- Euryrhynchus amazoniensis Tiefenbacher, 1978
- Euryrhynchus burchelli Calman, 1907
- Euryrhynchus pemoni Pereira, 1985
- Euryrhynchus tomasi De Grave, 2007
- Euryrhynchus wrzesniowskii Miers, 1877